# المراقبة (صوفية)

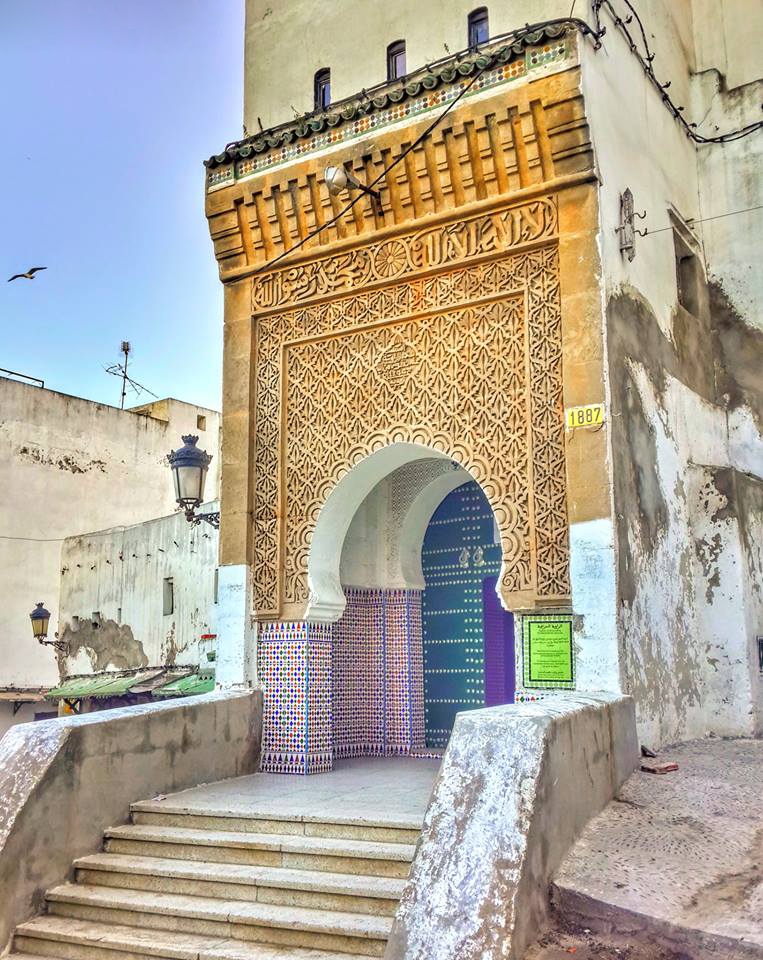

المراقبة هي طريقة تعريف الصوفيين لفكرة التأمل (Meditation) والتي هي رياضة فكرية تسمح لمزاولها ان يتخطى الفكر المكيف والغوص في حالات أعمق من الراحة والتبصر. والمعنى المحازي بحسب المتصوفة هو مراقبة النفس أو الروح ومنثما اكتساب المعرفة حولها وحول خالقها. ومنهم من قال ان المراقبة هي مراقبة الله لنفسنا.

## مقامات المراقبة
المقام عند الصوفيين هي المحطة أو المستوى في المعرفة عن الذات أو الذات الإلاهية التي يصل إليها المريد في مراحل تدرجه في المراقبة.
والصوفيون يعتبرون أن هناك أربع مقامات لكل منها عدد من المراحل تصل في نهايتها إلى درجة التنور أو الفناء بالذات الإلاهي. وهذه المقامات ومراحلها هي:

### مقام معرفة الذات
وهي مرحة الدروشة ولها 3 مراحل وهي:
الغنود: هذه أول مرحلة من مراحل التأمل أو المراقبة. فعندما يبداء المريد بالتأمل يدخل في سبات. مع مرور الوقت والممارسة. يصل المريد إلى حالة بين السبات واليقظة وعندها يستطيع أن يتذكر انه حلم بشئ الا انه لا يتذكر التفاصيل.
الإدراك: ومع ممارسة التأمل أكثر، يصبح السبات أقل ويصبح المريد في حالة يستطيع أن يركز أكثر على لاوعيه ومنثما يستطيع أن يلتقط المعرفة عن ذاته من لاوعيه. وفي هذه المرحلة، فإن المريد لا يسمع أو يرى أي شيء إلا أنه يستطيع أن يختبر أو يدرك الحالة.
الورود:  عندما يصبح الإدراك عميقا بالممارسة، تتحول الخبرة إلى رؤية. يبداء الورود عندما يصبح التركيز الفكري مستمر خلال التأمل والسبات في أقل مستوياته. وعندما يصبح العقل مركزا، تنفتح العين الروحية. إلا أن العقل لا يستطيع أن يرى من خلال هذه العين، لذلك، يصبح التركيز متذبذبا بين القوة والضعف. ومع الممارسة المستديمة، يتمكن المريد من المحافظة عل التركيز العقلي بشكل مستمر. وبعد فترة من المواصلة على هذا التمرين يصبح المريد جزء من التجربة بدلا من أن يكون مراقبا لها.

### معرفة الكون
ولها 3 مراحل وهي:
الكشف أو الإلهام: هي المرحلة التي يدرك فيها المريد بمعرفة ما يدركه عامة الناس. في البداية تحدث فجاة ومن دون المقدرة على سيطرتها. ومع الوقت، يصبح العقل من القوة بانه يستطيع الولوج إليها عند الحاجة.
الشهود: هي الحالة التي يستطيع بها المريد الوصول إلى أي معرفة عند الحاجة. وهذه المعرفة تعتمد على الحواس:
- فيستطيع أن «يرى» أشياء في أي مكان.
- ويستطيع أن «يسمع» الأصوات من أي مكان.
- ويستطيع أن «يشم» روائح في أي مكان.
- ويستطيع أن «يلمس» أشياء في أي مكان.

الفتح: وهي ذروة الشهود. وفي هذه المرحلة يستطيع المريد ان يقوم بالتأمل من دون اغلاق عينيه فيصبح متحررا من الوقت والفضاء. ويستطيع أن يرى ويسمع ويشم ويلمس أي شيء في أي مكان واي زمان.

### معرفة الخالق
ولها 4 مراحل وهي:
الفناء: وبعد العديد من المقامات والأحوال، يصل المريد إلى مرحلة فناء الذات ويصبح الإنسان الكامل وفيها يفنى كل ما له علاقة بتعريفه الذاتي وكل القيم الاجتماعية وفكره المحدود. وبعض المتصوفه يدعوا هذا المقام بالفناء بالتوحيد أو فناء في الحق.
سيرٌ إلى الله: وفي هذا المقام يبداء رحلته في حقيقة الكون.
فناء في الله: وهي من أهم مراحل المراقبة وتأتي بنعمة ومكرمة من الله. وفيها يفنى فيها المريد بمشيئة الله. هذا ليس تجسد أو اتحاد بل انحلال خلص في الخالق.
سير من الله: أو السفر النزولي، وهنا يعود المراقب إلى حقيقته الوجودية.

### بقاء بالله
وفي هذه المرحلة يعود المريد إلى الوجود الحقيقي ليرشد بقية البشر. وفي هذه المرحلة لا يعود الشخص مهتما لمكانته في المجتمع أو لاي جزاء من الحياة.

## أنواع المراقبة
هناك عدة أنواع للمراقبة أو التأملات التركيزية والتي تمارس في الطرق الصوفية المختلفة لمساعدة المريدين في الوصول إلى مقامات معينة. وهذه بعض الأنواع:

### مراقبة المبتدئين
- الضوء وهي للشفاء من بعض الأمراض.
- الإحسان: وهو اظهار الايمان في العمل والنية.
- النور (الضوء الذي لا يرى) وهو الصلة بين الوجود والمعرفة.
- هاتف الغيب (صوت الكون)
- أسماء الله من أجل التعرف على صفات الله.
- الله وهي أعلى مرتبات أسماء الله وتدل على كونيته.

### المراقبة المتوسطة
- الموت لمعرفة ما بعد الحياة
- القلب لمعرفة مع عالم الروح.
- الوحدة لمعرفة مشيئة الله أي سبب وجود الكون.
- لا (أي لا شيء) ولمعرفة عدم أهمية الحياة الدنيا.
- الفناء وهي لمعرفة البداية والنهاية للكون.

### المراقبة العليا
- تصور الشيخ: التركيز على الشيخ لنقل المعرفة منه إلى المريد.
- تصور الرسول: التركيز على الرسول لنقل معرفته إلى المريد.
- تصور الذات الإلاهي: لخبرة تجلي الذات الإلاهي.

## مواقع خارجية
- مقامات مرابطة العقل للنفس
- الأفكار والمعتقدات، مصادر التلقي
- تعلم المراقبة
- قاعة المراقبة
- المراقبة النقشبندية